# Andrena bellidis
Andrena bellidis är en biart som beskrevs av Pérez 1895. Andrena bellidis ingår i släktet sandbin, och familjen grävbin. Inga underarter finns listade i Catalogue of Life.